# And The Waltz Goes On
And The Waltz Goes On, è un album del disc jockey, produttore discografico e conduttore radiofonico italiano Carlo Prevale. È stato prodotto e pubblicato in tutto il mondo il 27 marzo 2017 dall'etichetta discografica italiana di musica elettronica Plast Records.
L'album è incentrato su un valzer composto dal celebre attore statunitense Sir Anthony Hopkins. Il valzer, chiamato "And The Waltz Goes On" fu composto da Hopkins nel 1964. L'album è strutturato in 6 brani di 4 versioni differenti:Elegance Vision, Pure Vision, Tanz Vision in extended e radio mix. Tutte realizzate, arrangiate e missate da Prevale.

## Tracce
Musiche di Anthony Hopkins; edizioni musicali Plast Records.
1. Prevale – And The Waltz Goes On Elegance Vision (Radio Mix) – 3:19 (musica: Anthony Hopkins)
2. Prevale – And The Waltz Goes On Elegance Vision (Extended Mix) – 5:37 (musica: Anthony Hopkins)
3. Prevale – And The Waltz Goes On Pure Vision (Radio Mix) – 3:19 (musica: Anthony Hopkins)
4. Prevale – And The Waltz Goes On Pure Vision (Extended Mix) – 5:43 (musica: Anthony Hopkins)
5. Prevale – And The Waltz Goes On Tanz Vision (Radio Mix) – 3:19 (musica: Anthony Hopkins)
6. Prevale – And The Waltz Goes On Tanz Vision (Extended Mix) – 5:43 (musica: Anthony Hopkins)

Durata totale: 27:00